# Mostorpagölen (Höreda socken, Småland)
Mostorpagölen är en sjö i Eksjö kommun i Småland och ingår i Emåns huvudavrinningsområde. Sjön är 9,5 meter djup, har en yta på 0,0463 kvadratkilometer och befinner sig 202,1 meter över havet.

## Delavrinningsområde
Mostorpagölen ingår i det delavrinningsområde (639427-144610) som SMHI kallar för Inloppet i Långanäsasjön. Medelhöjden är 225 meter över havet och ytan är 27,77 kvadratkilometer. Räknas de 3 delavrinningsområdena uppströms in blir den ackumulerade arean 51,53 kvadratkilometer. Allmänningsån (Lidbroån) som avvattnar avrinningsområdet har biflödesordning 2, vilket innebär att vattnet flödar genom totalt 2 vattendrag innan det når havet efter 185 kilometer. Delavrinningsområdet består mestadels av skog (70 procent) och öppen mark (18 procent). Avrinningsområdet har 1,21 kvadratkilometer vattenytor vilket ger det en sjöprocent på 4,4 procent. Bebyggelsen i området täcker en yta av 0,23 kvadratkilometer eller 1 procent av avrinningsområdet.